# Edotia lyonsi
Edotia lyonsi är en kräftdjursart som först beskrevs av Menzies och William L. Kruczynski 1983.  Edotia lyonsi ingår i släktet Edotia och familjen tånglöss.
Artens utbredningsområde är Mexikanska golfen. Inga underarter finns listade i Catalogue of Life.